# Stinear Island
Stinear Island ist eine Insel in der Holme Bay an der Mawson-Küste des ostantarktischen Mac-Robertson-Lands. In der Gruppe der Flat Islands liegt sie 300 m nördlich von Béchervaise Island
Norwegische Kartographen kartierten sie anhand von Luftaufnahmen der Lars-Christensen-Expedition 1936/37 entstanden. Das Antarctic Names Committee of Australia benannte sie nach dem neuseeländischen Geologen Bruce Harry Stinear (1913–2003), der 1954, 1957 und 1959 auf der Mawson-Station tätig war.